# Az igazság fáj (Bűbájos boszorkák)
Az Az igazság fáj a Bűbájos boszorkák című televíziós sorozat első évadjának nyolcadik epizódja.
Prue-t egyre inkább frusztrálja a tudat, hogyan mondja el Andy-nek a „nagy titkot”, amellyel talán a zátonyra futott rövid kapcsolatuk is helyre rázódhatna. Adódik is egy lehetőség: az igazság varázslatának elszórása. Azonban a városban újabb démon gyilkolja áldozatait: ezúttal egy, a jövőből érkezett warlock a támadó…

## Cselekmény
|  | Alább a cselekmény részletei következnek! |

Egy eldugott parkolóban egy híres tudóshoz egyik rajongója érkezik. Elbeszélgetnek a férfi egyik művéről, amely a fanatikus szerint még meg sem jelent, ezt követően a fan férfit meggyilkolja, méghozzá úgy, hogy egy kék fénycsóvát szegez a férfi homloka közepére. A Halliwell-lányok eközben egy mozi előtt állják a sort, Pipernek azonban hívása érkezik a Quake étteremből, ugyanis új főnökének, Martinnak nagy szüksége lenne rá, pedig Piper ezen a napon épp szabadnapos. A kocsija felé igyekvő Pipert Phoebe is elkíséri, de útközben - miközben egy férfibe ütközik - látomás éri arról, amint egy fiatal lányt meggyilkolnak egy kék fénycsóva segítségével. Az érkező rendőrök zajára a közeli parkolóházba sietnek, ahol az imént meggyilkolt férfi fekszik holtan, Phoebe pedig rájön, hogy valószínűleg a következő gyilkosságot látta meg előre…
Másnap reggel a Halliwell-házban ismét Phoebe és Piper Leoért folytatott csatározásának kénytelen Prue is tanúja lenni, Phoebe pedig épp készül kitalálni, hogyan mentse meg a szegény lányt a látomásából. Végül arra jutnak Prue-val, hogy Phobe beszél Andy-vel, - Prue ugyanis szakított vele nemrégiben - Prue pedig utánanéz a lehetséges démonnak az Árnyékok Könyvében. A padláson azonban ismét szokatlan dolog történik: miután Prue nem talál semmit a könyvben, az magától kinyílik az igazság varázslatánál, s Prue hiába próbál ellapozni, a könyv határozottan visszalapoz a varázslathoz. Miközben Piper képtelen ellentmondani főnökösködő felettesének a dugig tömött Quake-ben, Phoebe látogatóba érkezik Prue irodájába, hogy kölcsönkérje nővére laptopját. Eközben beszámol arról, hogy a rendőrségen mindenki az említett ügyön dolgozik, beleértve Andy-t is, aki rendkívül maga alatt van a szakítás következtében. Phoebe azt tanácsolja Prue-nak, hogy mondja el neki végre az igazságot, akkor legalább tudná, valójában mit érez iránta a nyomozó. Phoebe-t újabb érkező követi: ezúttal a büfékocsit tologató Tanya, aki Prue kedvenc pulykás szendvicsét nyújtja át neki.
Prue aznap este elmondja végre az igazság igézetét, s a hatás nem marad el: Prue tudta nélkül a földszinti nappaliban beszélgető Piper–Phoebe páros egymásnak meglepő módon a teljes igazságot mondják el a feltett kérdésekre válaszolva, amelyet felettéb furcsának tartanak. Prue pedig üzenetet hagy Andy telefonján, s megkéri, hogy a következő 24 órában hívja vissza. Az éjszaka folyamán egy laboratóriumban dolgozó tudóst látogat meg az a férfi, aki az epizód elején a parkolóban gyilkolta meg az autójához érkező férfit. A fekete laboratóriumi dolgozó némi csevegés után szintén életét veszti a gyilkos férfi homlokán kiemelkedő szemből sugárzó kék nyaláb hatására, de sikerül a dúlakodás közben egy gombot leszakítania támadója ruhájáról…
A következő nap reggelén Piper és Phoebe változatlanul Leo kegyeit keresik, majd Phoebe közli Piperrel, hogy csakis azért hajt ő is a fiúra, mert kisebbik nővére is szimpatizál vele. Ez az elszólás már nagyon kezd különössé válni mindkettőjük számára, Prue pedig bevallja, hogy elszórta az igazság igézetét, hogy ily módon kockázat nélkül megtudja, Andy vajon mit szólna hozzá, ha Prue elmondaná neki, hogy boszorkány. Húgai természetesen teljesen magukon kívül vannak, hiszen az igézet értelmében aznap este 8 óráig bármit kérdeznek tőlük, arra a színtiszta igazat kell válaszolniuk, viszont ha ők tesznek fel kérdéseket, ők is csakis az igazat hallhatják. Phoebe ezt kihasználva igyekszik a lehető legtöbbet megtudakolni Andy-től a rendőrségen a parkolóban történt gyilkosságról, Andy pedig csak darálja-darálja az információkat, ami egy idő után már neki is feltűnik. Elmondja Phoebe-nek, hogy egy másik áldozata is van a gyilkosnak, ugyanazokkal a jelekkel: heg a homlokon, kifehéredett szemek; ráadásul a földön találtak egy gombot, amely azonosíthatatlan anyagból készült.
A Buckland's aukciós házban Prue megbeszél telefonon egy találkozót Andy-vel, az érkező Tanya-nak azonban nem sikerül megmentenie a pulykás szendvicset Prue-nak, mivel az érkező Hannah rögtön lecsap rá. Prue kérdésére, hogy miért ilyen rosszindulatú vele, Hannah azt válaszolja: az a feladata, hogy tönkretegye. A beszélgetést maga a főnök, Rex Buckland is meghallja, s a cinkostárs Hannah-t már be is rendeli az irodájába, ahol először jól leteremti, amiért majdnem felfedte Prue előtt warlock kilétüket, majd békében visszatérnek a munkához. Pipert otthon ismét zaklatja főnöke, akihez így kénytelen benézni, bármennyire is otthon szeretne maradni az igazság igézete miatt. Leotól ezután megkérdezi, mi a véleménye az olyan nőkről, akik megteszik az első lépést, majd Leo pozitív válaszát követően megcsókolja a fiút. Az aukciós házban Rex kérdésére Prue majdnem elmondja neki, hogy boszorkány, de Phoebe-nek köszönhetően ez nem történik meg. A folyosón Phoebe beleütközik Tanya-ba, és egy újabb látomáskép bevillanásának hatására ráeszmél, ő az a lány, akit a látomásában látott, azonban már túl későn: a becsukódó liftben a sorozatgyilkos már kezdi megkörnyékezni a fiatal lányt, Phoebe pedig a lépcsőt használva igyekszik lejutni a földszintre. A parkolóban aztán a gyilkos férfinak sikerül elkezdenie kék fénycsóvát szórnia Tanya homlokára, de Phoebe egy üveget a férfi fejéhez ver, amitől megszűnik a kapcsolat, Phoebe és Tanya a lány kocsijával sikeresen elmenekülnek, Prue így már hiába érkezik oldalán két biztonsági emberrel…
Phoebe a házban igyekszik elmagyarázni a rémült Tanya-nak, mi a helyzet. A lány ugyan először megpróbál elmenekülni annak hallatára, hogy Phoebe démonokat és látomásokat említ, de végül a legkisebbik Halliwell-nővérnek sikerül meggyőznie arról, hogy mellette biztonságban van. Piper ezalatt nyakik van a munkában a Quake konyhájában, Martin pedig egy újabb adag munkát sóz a lányra egy lista segítségével. Az igazság igézetének köszönhetően a konyhafőnök elmondja, csakis azért tud ennyi munkát Piper-re hagyni, mert tudja, hogy soha nem panaszkodik. Ennek hallatára Piper felmond. Ezalatt Prue irodájában Andy-vel találkozik. Némi bevezetőt követően egy az asztalon lévő tárgy telekinetikus megmozgatásával megmutatja Andy-nek a „kis titkot”. A férfit természetesen sokk éri a látottakat követően, és nem tudja eldönteni, mit is gondoljon erről: elfogadja-e Prue-t boszorkányként, avagy sem.
Az Árnyékok Könyve sajnos semmiféle információt nem tartalmaz Tanya támadójáról, de Piper és Phoebe arra jutnak, hogy az összekötő kapocs nem más, mint a biogenetika, csak épp azt nem értik - főleg Tanya - hogy mi köze a biogenetikához egy szendvicseket árusító lánynak. Phoebe-t Tanya érintésére ismét látomás éri, amelyben látja Tanya-t egy gyermekkel a kezében hintázni egy székben. A konyhában négyszemközt megbeszélik Piperrel, hogy a rejtélyes démon minden bizonnyal a jövőből érkezett: a rendőrség egy olyan anyagból készült gombot talált, amely nem létezik; az Árnyékok Könyve szerint nem létezik ilyen démon; valamint egy olyan csecsemőről van szó, amelyről senki nem tudja még, hogy létezik. Prue ezalatt az irodájában búslakodik Andy reakcióján, miközben újra kiderül számára az igazság igézete segítségével, hogy Hannah egyáltalán nem szimpatizál vele. Amint azonban Rex bizalmas szeretője elhagyja  az emeletet, a rejtélyes jövőből érkezett férfi Prue irodája felé kezd közelíteni…
Az igazság igézetét felhasználva Prue minden értékes információt megtud a férfiről, majd erejét használva sikerül elmenekülnie. A lépcsőkön lefelé rohanva egy terembe kényszerül, ahol a tárgyak között elbújva tudakolódik tovább. A férfi elmondja, hogy azért küldték ide a jövőből, hogy likvidálja azokat az embereket, akik az ő idejében egy vakcinát alkotnak meg a warlockok ellen. Már épp kezdené Prue-t is meggyilkolni, amikor a pont jókor érkező Piper megfagyasztja a férfit, kiszabadítja nővérét, s a kiolvadó warlock harmadik szemébe közösen szúrnak egy fémrudat, mire a warlock életét veszti, s egy portál visszaszívja őt - valószínűleg a jövőbe.
A „harc” után Prue sietve látogatóba megy Andy-hez, hogy még idejében meg tudja tőle, igazából mit érez. Andy pedig Prue legnagyobb elkeseredésére azt válaszolja, a jövőjükre is gondolva nem igazán tudja elfogadni, hogy a barátnője egy boszorkány legyen, de miután elmúlik 8 óra, Andy arra sem emlékszik, miről beszélgettek az elmúlt néhány percben, Prue azonban igen. A Quake-ben ezalatt Piper és Phoebe is rájön, hogy az igazság ideje lejárt, Martin pedig már sürgeti is Pipert, hogy álljon vissza dolgozni. Piper azonban kerek-perec közli vele, hogy ha nem hajlandó mellé kisegítő személyzetet felvenni, kilép az étteremből. Az érkező Prue pedig megosztja bánatát Phoebe-vel, aki Prue-t átölelve vigasztalja nővérét.

## Árnyékok Könyve

### Igézetek

#### Az igazság varázslata
Aki az igazságot kívánja feltárni, annak a titkok, szívek kitárulnak. Mostantól egészen holnapig, amíg az emlékezésnek vége nem lesz. Azok, akik most a házban vannak, igazat beszélnek, és azt is halljanak.

## Szereplők

### Állandó szereplők
- Prue Halliwell szerepében Shannen Doherty
- Piper Halliwell szerepében Holly Marie Combs
- Phoebe Halliwell szerepében Alyssa Milano
- Andy Trudeau szerepében T. W. King

### Mellékszereplők
- Leo Wyatt (a ház karbantartója) szerepében Brian Krause
- Hannah Webster (Rex Buckland személyi titkára és szeretője) szerepében Leigh-Allyn Baker
- Rex Buckland (a Buckland aukciós ház vezetője) szerepében Neil Roberts

### Epizódszereplők
- Gavin (a jövőből érkezett warlock) szerepében Brad Greenquist
- Tanya Parker (az aukciós ház szendvicskiszolgálója, az egyik áldozat) szerepében Michelle Brookhurst
- Martin (a Quake vezetője) szerepében Jason Stuart
- Dr. Oliver Mitchell (Gavin egyik áldozata) szerepében Richard Gilbert-Hill

- Alex Pearson szerepében Craig Thomas

## Apróságok
- Ez az első epizód, amelyben Piper és Leo csókját láthatjuk.
- Prue azt mondja az irodájában Andy-nek, hogy ha lány gyermekei születnek, boszorkányok lesznek. Azonban ez ellentmondásos azzal, hogy a sorozat 5. évadában Pipernek fiúgyermeke születik, akit boszorkányként aposztrofálnak, mint ahogyan a 6. évad végén született Chris-t is félig boszorkányként tartják számon.
- Ez az első epizód, amelyben az időutazás lehetősége megemlítődik.
- Az igazság varázslatát később is használják a Bűbájosok. A Nekromantika című részben Paige is használja a varázslatot, hogy kiderítse, barátja, Nate mit szólna hozzá, ha bejelentené neki, hogy boszorkány.
- Phoebe az alkohollal átitatott vattát épp hogy nem a sebben nyomogatja, csupán körülötte - nehogy lemossa a sérülést szimuláló sminket.
- Gavin kétszer is besétál úgy az aukciós házba, hogy senki nem tartóztatja fel. Hogy lehet egy ilyen hatalmas aukciós ház ennyire rossz biztonsági állapotban, miközben a raktárterem telis-tele van különféle értékes tárgyakkal, leletekkel?!
- Az epizódban elhangzó aláfestőzenék:
  - Merril Bainbridge: Love and Terror
  - Better Than Ezra: One More Murder

## Az epizód címe más nyelveken
- spanyol: La verdad esta alla afuera… y duele
- francia: Menace du futur
- olasz: Il terzo occhio
- portugál: A Verdade Anda Por Aí e Magoa